# آزمون ایزولاسیون الکتریکی
آزمون ایزولاسیون الکتریکی آزمونی برای سنجش مقاومت جریان مستقیم (DC) است که در آن مقاومت بین سر مشترک و بدنهٔ یک زیرسیستم اندازه‌گیری شده تا از وجود سطح قابل قبولی از ایزولاسیون الکتریکی بین این دو نقطه اطمینان حاصل شود. همچنین، این آزمون بین قسمت‌ها و مدارهای مختلف یک یا چند زیرسیستم نیز قابل انجام است. این آزمون به‌طور معمول مشکلات مرحلهٔ مونتاژ همانند قطعات خراب، جهت‌گیری و جاگذاری اشتباه قطعات، خطا در عایق‌گذاری سیم‌ها یا آسیب‌های وارده به عایق مورد استفاده را مشخص می‌کند. این مشکلات موجب بروز اتصال به زمین یا اتصال کوتاههای ناخواسته در مدار و در نتیجه کاهش ایمنی و کیفیت تجهیز الکتریکی می‌شوند.
سنجش مقاومت ایزولاسیون با کمک یکی از این روش‌ها انجام‌پذیر است: اهم‌متر با امپدانس ورودی بالا، مولتی‌متر دیجیتال و تجهیزات آزمون ولتاژ بالا با جریان محدود. در انتخاب روش انجام آزمون می‌بایست در نظر گرفت که تجهیز مورد استفاده نباید باعث آسیب رسیدن به اجزای حساس الکترونیکی زیرسیستم‌ها شود. همچنین، برای انجام این آزمون اجزای نیمه‌هادی موجود در زیرسیستم‌ها و احتمال فعال شدن آن‌ها توسط پتانسیل‌های اعمالی نیز باید در نظر گرفته شود. به‌طور معمول کمینهٔ مقاومت قابل قبول در استانداردها و توسط دولت‌ها و آژانس‌های ایمنی تعیین می‌شود (این عدد در حدود چند مگااهم برای هر مدار مورد آزمون است). همچنین چند مدار با مسیر بازگشت مشترک را می‌توان به‌طور همزمان مورد آزمون قرار داد. در این شرایط، مقدار کمینهٔ مقاومت قابل قبول بر اساس تعداد مدارهای موازی تعیین می‌شود.

## انواع آزمون ایزولاسیون الکتریکی
انجام آزمون ایزولاسیون الکتریکی با پنج پیکره‌بندی زیر قابل انجام است:
1. یک مدار انتهائی بدون ارجاع: ایزولاسیون بین یک سیگنال ورودی و بدنه یا سر مشترک مدار
2. چند مدار انتهائی بدون ارجاع با یک بازگشت: ایزولاسیون بین چند سیگنال ورودی و بدنه یا سر مشترک مدار
3. زیرسیستم با سر مشترک ایزوله‌شده: ایزولاسیون بین سیگنال ورودی و زمین مشترک
4. زمین - بدنهٔ سر مشترک: ایزولاسیون بین سر مشترک مدار و بدنه (بدنهٔ متصل به زمین)
5. زمین – بدنهٔ ایزوله‌شده: ایزولاسیون بین سر مشترک مدار و بدنه (بدنهٔ شناور)

در هنگام انجام آزمون ایزولاسیون الکتریکی، اتصال زیرسیستم یا بخش مورد آزمون با منبع انرژی الکتریکی و تجهیزات پشتیبانی قطع می‌شود.